# Bộ Củng (廾)
Bộ Củng, bộ thứ 55 có nghĩa là "chắp tay" là 1 trong 31 bộ có 3 nét trong số 214 bộ thủ Khang Hy.
Trong Từ điển Khang Hy có 50 chữ (trong số hơn 40.000) được tìm thấy chứa bộ này.

## Tự hình Bộ Củng (廾)

Giáp cốt văn
Kim văn
Đại triện
Tiểu triện

## Chữ thuộc Bộ Củng (廾)
| Số nét bổ sung | Chữ                 |
| -------------- | ------------------- |
| 0              | 廾                  |
| 1              | 廿/chấp/ 开/khai/   |
| 2              | 弁/biền/            |
| 3              | 异/di/              |
| 4              | 弃/khí/ 弄/lộng/ 弅 |
| 5              | 弆/cử/              |
| 6              | 弇/yêm/ 弈/dịch/    |
| 7              | 弉                  |
| 12             | 弊/tiết/            |